# Film- und Videolaborant
Der Film- und Videolaborant war ein in Deutschland von 1983 bis 2014 staatlich anerkannter Ausbildungsberuf nach dem Berufsbildungsgesetz.

## Ausbildungsdauer und Struktur
Die Ausbildungsdauer zum Film- und Videolaboranten betrug in der Regel drei Jahre. Die Ausbildung erfolgte an den Lernorten Betrieb und Berufsschule. Es handelt sich um einen Monoberuf ohne Binnendifferenzierungen.

## Arbeitsgebiete
Film- und Videolaboranten arbeiten in der Filmproduktion oder in Filmkopierwerkstätten. Sie können aber auch bei öffentlich-rechtlichen Rundfunkanstalten, Privatsendern oder Unternehmen, die Produktions- und Nachbearbeitung von Filmmaterial anbieten, beschäftigt sein. Dort entwickeln und bearbeiten sie Bild- und Tonmaterial auf Film. Sie stellen daraus sendefähiges Material, aber auch Kopien her.

## Entwicklung
Die Vertragszahlen in diesem Ausbildungsberuf waren stark rückläufig. 2009 wurden die letzten drei Ausbildungsverträge abgeschlossen. Die Auszubildenden besuchten zuletzt das Oberstufenzentrum I in Potsdam.